# Embourg
Pour les articles ayant des titres homophones, voir Hambourg (homonymie).
Embourg (en wallon Imbourg) est une section de la commune belge de Chaudfontaine, située en Région wallonne dans la province de Liège, ainsi qu’une localité où se trouve la maison communale.
C'était une commune à part entière avant la fusion des communes de 1977. La commune d'Embourg comprenait Embourg et Sauheid.

## Géographie

### Situation
Communes (ou anciennes communes) limitrophes :
- Nord : Chênée ;
- Est : Chaudfontaine ;
- Sud : Beaufays ;
- Ouest : Tilff.

Points de vue :
- le Rocher du Bout du Monde situé dans le bois de La Hazette[1].

### Rues
- Les quatre axes principaux sont :
  - La Voie de l'Ardenne N30, la plus importante, passe par le centre et permet d'aller vers Chênée, Beaufays ou encore l'autoroute E25 par la rue Pierre Henvard.
  - La Voie de Liège, dont les extrémités rejoignent la Voie de l'Ardenne passe par Mehagne.
  - La Rue Pierre Henvard N609, elle est "perpendiculaire" à la Voie de l'Ardenne et est reliée aux entrées/sorties de l'E25 ainsi qu'au quartier de Sauheid.
  - La Rue Joseph Deflandre qui parcourt Sauheid et relie la Rue Pierre Henvard au Boulevard de l'Ourthe à Chênée.
- Beaucoup de rues portent les noms de combattants de la Première ou de la Seconde Guerre mondiale.

## Démographie
- Sources : INS, Rem. : 1831 jusqu'en 1970 = recensements, 1976 = nombre d'habitants au 31 décembre.

## Histoire

### Origine d’Embourg
Plusieurs objets datant de la préhistoire ont été retrouvés à plusieurs endroits d'Embourg (dessus de Sauheid, Fort d'Embourg, aux Rocher du Bout du Monde) qui dateraient de 5 à 6000 ans ACN. Mais aussi des restes d'un camp antique aux Rochers.
La célèbre forteresse Aduatuca était situé à Embourg selon beaucoup d'historiens car la description des lieux faite par Jules César correspond parfaitement au site de Chession (La Hazette).

### Moyen Âge
Une chapelle fut consacrée à Embourg par Saint Monulphe évêque de Tongres en 556. Embourg et Sauheid font partie de la Principauté de Liège. Plus tard, le pape Eugène III prend sous sa protection l'église de Saint-Jean et tous ses biens dont le village d'Embourg. À cette époque, le chapitre de l'église St Jean l'Evangéliste possédait de nombreux domaines et seigneuries. Le prévôt du chapitre était en même temps seigneur d'Embourg. Vraisemblablement, le château du prévôt était situé à l'endroit du fort actuel.
Vers le XIIe siècle, on a connaissance d'une paroisse à Embourg. Cela signifie que le village était assez important et possédait une certaine indépendance.

### Période française
La Révolution française eut de grandes répercussions dans la principauté de Liège. Le Prince-Évêque se sauva en Allemagne et les Liégeois constituèrent une petite armée pour lutter contre les troupes allemandes chargées de l'exécution des décrets. À côté de l'armée régulière, des volontaires furent recrutés pour former l'armée liégeoise (1790). Parmi ceux-ci, on retrouve des gens d'Embourg.

### La période contemporaine
En 1889 le fort fut construit pour défendre la vallée de l'Ourthe en même temps que le grand fort de Boncelles, situé de l'autre côté de la vallée, ainsi que celui de Chaudfontaine. Pendant la Première Guerre mondiale, le fort doit se rendre une première fois, après que les coupoles de tir ont été mises hors service. Une deuxième fois le 17 mai 1940, il capitule devant l'invasion allemande, mais après une résistance aussi courageuse qu'héroïque.
En 1976, l'indépendance communale d'Embourg prend fin ; la commune fusionne avec celles voisines de Beaufays, Chaudfontaine et Vaux-sous-Chèvremont ainsi qu'avec les quartiers de Sauheid, Croix-Michel et Bois des Manants pour former la nouvelle commune de Chaudfontaine.

## Enseignement
Embourg compte plusieurs écoles :
- Enseignement maternelle/primaire ;
  - École Marcel Thiry ;
  - École Notre-Dame ;
  - Princesse de Liège ;
  - Le Sartay.
- Enseignement secondaire :
  - Collège épiscopal du Sartay.

## Économie

### Transports

#### Accès
- En voiture :
  - E25 sortie 40 ;
  - Via Chaudfontaine, Chênée, Beaufays ou de Tilff/Sart-Tilman ainsi que d'Angleur.
- Bus TEC :
  - 30 (via Mehagne), 30/ (via Sauheid), 64 et 65 (Voie de l'Ardenne) ainsi que 377 (de l'autre côté du pont autoroutier).
- Autres (les plus proches) :
  - Train ⇒ Gares de Chênée, de Tilff, d'Angleur et de Liège-Guillemins ;
  - Avion ⇒ Aéroport de Bierset (LIEGE AIRPORT).

## Sports et vie associative

### Sports
De nombreux sports sont pratiqués dans le complexe sportif d'Embourg, dans sa piscine, son tennis club ainsi que dans son club de football, parmi ceux-ci :
- l'escrime ;
- le tennis ;
- le hockey ;
- le judo ;
- le karaté ;
- le badminton ;
- la natation.

### Vie associative

#### Mouvement de jeunesse
Depuis de nombreuses années maintenant, des mouvements de jeunesse sont organisés à Embourg. Ils se déroulent dans les locaux de l’ancienne ferme d’embourg qui possède également une salle de fête. L’unité 7ème Ourthe Amblève accueille les animés de 7 à 16 ans. Les filles vont parties des lutins, guides ou guides horizon et les garçons des louveteaux, scouts ou pionniers. Les baladins eux sont mixtes.

## Anecdotes
- Les habitants d'Embourg se nomment les Embourien(ne)s, ou encore "Embourgeois(es)". Ce second terme fut inventé, à la base, pour se moquer de la population embourienne qui est plutôt aisée, mais qui, à ce jour, est moins fondée qu'au début, c'est-à-dire il y a 40 ans. Embourg reste cependant le village le plus prisé dans la périphérie de Liège.
- Le chemin de fer passe par Sauheid en rive gauche de l'Ourthe, le long de la route de Tilff. Aujourd'hui, on peut voir le panneau de l'arrêt éponyme qui a été acheté par un habitant et qui, après l'avoir retiré de l'ancienne gare, l'a installé sur sa façade, rue Joseph Deflandre (au croisement avec la rue Pierre Henvard). Le train, qui s'arrêtait de l'autre côté de l'Ourthe, circulait sur le tronçon dénommé ligne de l'Ourthe et desservait la Gare de Marche-en-Famenne.
- Plusieurs personnalités royales sont venues rendre visite à Embourg :
  - La Reine Paola (Princesse à l'époque) était venue rendre visite à l'école qui porte son nom, "Princesse de Liège" ;
  - La Princesse Mathilde s'y est rendue le 12 novembre 2008.